# Le Déshabillage impossible
Le Déshabillage impossible je francouzský němý film z roku 1900. Režisérem je Georges Méliès (1861–1938). Film trvá zhruba dvě minuty. Ve Spojených státech vyšel film pod názvem Going to Bed Under Difficulties a ve Spojeném království pod názvem An Increasing Wardrobe.
Méliès o několik týdnů později vytvořil remake s názvem Spiritisme abracadabrant.

## Děj
Muž v hotelové místnosti se chystá spát a postupně si ze sebe sundává všechno oblečení. Pokouší si všechno rychle sundat, ale vždy když si část oblečení sundá, objeví se na něm nové. Na chvíli se mu podaří všechno sundat a ulehne do postele. Ta ale vzápětí zmizí a pán ma na sobě další vrstvu oblečení, se kterou se snaží vypořádat.
Konec filmu je považován za ztracený. Podle dobového katalogového popisu končí mužovo úsilí svléknout se válením se na podlaze a posteli a nakonec zhroucením se při epileptickém záchvatu.